# Renata Babak
Renata Babak (4 de fevereiro de 1934 em Kharkiv, Ucrânia - 31 de dezembro de 2003 em Silver Spring, Maryland) foi uma mezzo-soprano ucraniana que desertou da Ópera Bolshoi para a América em 1973.
Babak morreu em dezembro de 2003 de cancro no pâncreas na sua casa em Silver Spring, Maryland.